# Tychochernes inflatus
Genre
Espèce
Tychochernes inflatus, unique représentant du genre Tychochernes, est une espèce de pseudoscorpions de la famille des Chernetidae.

## Distribution
Cette espèce se rencontre aux États-Unis au Nouveau-Mexique et au Mexique.

## Description
Le mâle holotype mesure 2,8 mm.

## Publication originale
- Hoff, 1956 : Pseudoscorpions of the family Chernetidae from New Mexico. American Museum Novitates, no 1800, p. 1-66 (texte intégral).